# 매리너 8호

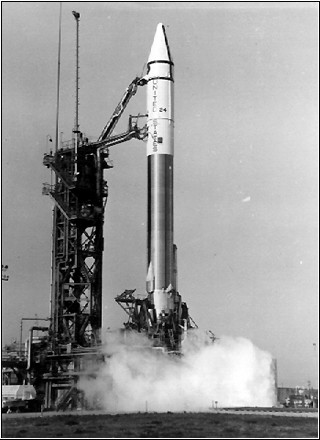
매리너 8호의 발사

매리너 8호(Mariner 8)은 1971년에 발사된 무게 558.8 kg 짜리 미국의 화성 탐사선이며, 매리너 계획의 여덟 번째 탐사선이다. 1971년 5월 9일 01:11:01 UTC에 아틀라스 로켓에 의해 발사되었으나, 발사 직후에 대서양에 추락했다.

## 개요
매리너 계획의 일부로서 화성 탐사를 목적으로 매리너 H 및 매리너 I 의 탐사선이 계획되었다. 이 중, 매리너 H 가 매리너 8호, 매리너 I 가 매리너 9호이다. 매리너 8호는 아틀라스-센타우르 로켓에 의해 1971년 5월 9일에 케이프커내버럴에서 발사되었다. 발사 265초 후에 엔진이 부진 상태가 되어, 기체는 대기권에 재돌입, 푸에르토리코 북쪽 560 km 의 대서양에 추락했다.

## 화성 탐사 계획
매리너 계획에 의한 매리너 마스 71 프로젝트(Mariner Mars 71 Project)로 불린다. 매리너 H 및 매리너 I 의 2기의 탐사선이 화성 주회 궤도에서 탐사를 실시한다는 계획이었다. 화성 대기의 기압이나 온도, 구성, 화성의 지형을 탐사할 예정이었다. 이 탐사 임무는 매리너 9호에 의해 대체되었다.

## 탐사선
탐사선은 마그네슘 프레임으로 구성되고 본체는 대체로 팔각형이며, 대각은 138.4 cm이다. 탐사선의 건조 중량은 558 kg이며, 태양 전지 패널은 길이 215 cm, 폭 90 cm 로 4매가 장착되었다. 그 때문에, 탐사선의 크기는 태양 전지 패널 전개 시 직경 6.89 m 가 된다. 태양 전지 패널의 출력은 화성 궤도상에서 500 W이다.
주 엔진은 하이드라진과 사산화질소를 추진제로 하는 로켓 엔진이며, 그 밖에 6기의 자세 제어 엔진을 장비하고 있다. 자세 제어 기기로서 태양 방향 검출기, 카노푸스 방향 검출기, 자이로스코프도 탑재되어 있다.

## 같이 보기

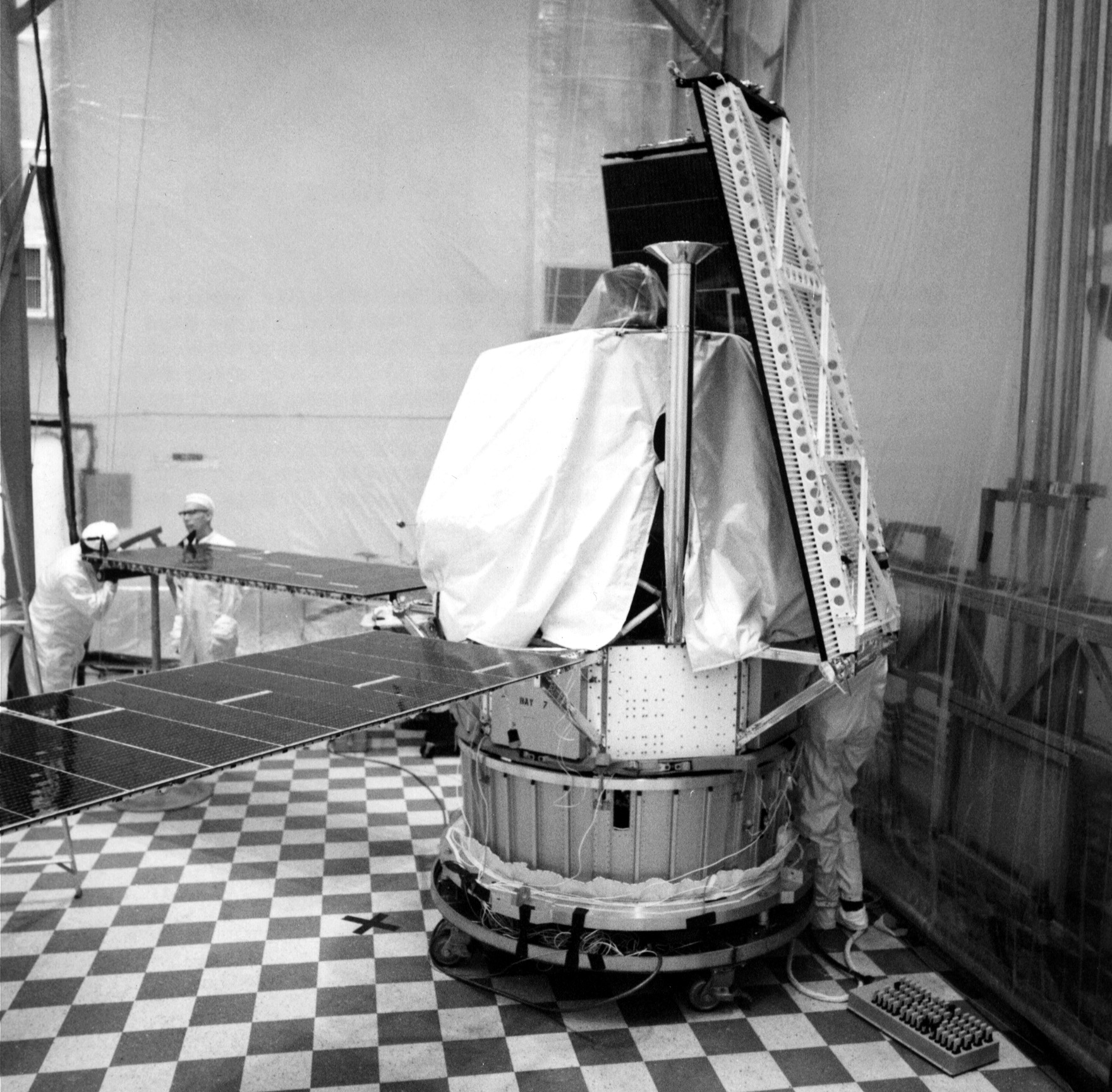
조립 중인 매리너 8호

- 매리너 계획
- 화성 탐사